# إيما غاي كرومويل
إيما غاي كرومويل (28 سبتمبر 1865-19 يوليو 1952)، ناشطة حق تصويت المرأة، وناشطة في مجال حقوق المرأة، ومن أوائل السياسيات من ولاية كنتاكي في الحزب الديمقراطي في الولايات المتحدة. أصبحت كرومويل أول امرأة تتولى منصبًا على مستوى الولاية في كنتاكي عندما انتُخبت أمينة مكتبة الولاية في عام 1896 من خلال تصويت مجلس شيوخ ولاية كنتاكي. فازت لاحقًا في الانتخابات لمنصب وزيرة خارجية ووزيرة خزانة ولاية كنتاكي، وعُينت مديرة لمنتزه الولاية، ومفوضة سندات الولاية، وأمينة مكتبة الولاية ومديرة المحفوظات.

## النشأة والتعليم
ولدت إيما غاي في 28 سبتمبر 1865، في مقاطعة سيمبسون في كنتاكي، وهي ابنة آشلي غاي وأليس (كويزنبيري) غاي، وقد أمضت معظم طفولتها في مقاطعة ألين المجاورة في كنتاكي بعد وفاة والدها.
التحقت إيما بكلية هوارد للإناث في غالاتين في مقاطعة سمنر في تينيسي. عادت إلى سكوتسفيل في كنتاكي للتدريس في كلية ألين للذكور والإناث. درست لاحقًا القانون البرلماني في جامعة ميشيغان.
تزوجت إيما من المدعي العام لفرانكفورت ويليام كرومويل في 30 مايو 1897، في حفل كنيسة في بولينج غرين في كنتاكي. كان ويليام كرومويل كاتبًا رئيسيًا للجلسة التشريعية السابقة للولاية. أنجبا ابنًا اسمه ويليام فوري كرومويل. توفي زوجها في عام 1909.

## المسيرة السياسية
رُشحت غاي من قبل الجمعية العامة لولاية كنتاكي لمنصب أمينة مكتبة الولاية في عام 1896، ما يجعلها أول امرأة تشغل منصبًا في مكتب ولاية كنتاكي. تولت أدوارًا أخرى في الخدمة العامة نظرًا لعدم مقدرة أمين المكتبة من الخدمة لفترات متتالية، إذ عملت موظفة تسجيل (1916-1918) وبرلمانية في مجلس النواب في كنتاكي وانتخبت لعضوية مجلس كلية فرانكفورت. ا تطوعت أيضًا في الأندية النسائية مثل بنات الثورة الأمريكية وبنات الكونفدرالية المتحدات. عملت أيضًا في رابطة الآباء والمعلمين بالولاية.
نشرت كرومويل في عام 1918 ملخص كرومويل للقانون البرلماني. نشرت في عام 1920 كتيبًا بعنوان «المواطنة، دليل للناخبين» الذي كان مخصصًا «للناخبات الجدد في كنتاكي».
«يتعالى النداء بشدة للناخبات في أمتنا لإعداد أنفسهن للحياة العامة من خلال بقائهن على اطّلاع بقضايا اليوم ووظائف الحكومة. وفي حين أنه لشرف عظيم أن نشارك في الشؤون العامة، وندرس قضايا اليوم، حتى نتمكن من التصويت بذكاء وننتقد بعدل، دعونا لا ننسى أن الوطن هو أقدس ملجأ للحياة، وهو النواة التي تتشكل حولها كل الحضارة النقية والحقيقية، وأن الهدف الرئيسي لكل حكومة جيدة هو تحسين وحماية الوطن والكنيسة والمجتمع».
كانت كرومويل بحلول عام 1922 عضوة في مجلسي النواب والشيوخ في ولاية كنتاكي، وفي عام 1923، انتُخبت وزيرةً لخارجية كنتاكي في انتخابات شملت امرأتين غيرها. رشح الجمهوريون إليانور ويكليف من باردستاون، ومثلت كل من كرومويل وماري إليوت فلانيري الحزب الديمقراطي ضد ثلاثة مرشحين ذكور. فازت كرومويل في الانتخابات التمهيدية ثم في الانتخابات العامة، وشغلت هذا المنصب من 1 يناير 1924 حتى 1 يناير 1928. اكتشفت كرومويل سجلات الإدارات السابقة في قبو الكابيتول، واستعادتها وصنفتها. كانت كرومويل أول امرأة تتولى منصب حاكم ولاية كنتاكي بالنيابة، عندما كان المسؤولان الآخران في ترتيب الخلافة- الحاكم ويليام جيه فيلدز والحاكم هنري دينهاردت- يحضران المؤتمر الوطني الديمقراطي لعام 1924 في مدينة نيويورك.
انتُخبت كرومويل أمينة لخزانة ولاية كنتاكي في عام 1927، وقد ظلت أموال ولاية كنتاكي آمنة خلال فترة الكساد الكبير، بسبب تعاملها المحافظ مع أموال الدولة، والذي تعرض لانتقادات شديدة في ذلك الوقت.
عين الحاكم روبي لافون كرومويل مديرةً لمنتزه ولاية كنتاكي في عام 1932، وفي عام 1937، عينها الحاكم هابي تشاندلر أمينةً لمكتبة الولاية ومديرةً للأرشيف، وهو المنصب الذي شغلته بعد ذلك لعدة فترات أخرى. رتبت لاستعادة دستور ولاية كنتاكي من أرشيف جامعة شيكاغو.
نشرت كرومويل في عام 1939 سيرة حياتها الذاتية امرأة في السياسة، والتي أعيد نشرها في عام 1996 من قبل لجنة كنتاكي المعنية بالمرأة. أثنت في الكتاب على ناشطة حق تصويت المرأة لورا كلاي ووصفتها قائلة «مدرّستي ومستشارتي الأساسية (65)» على الرغم من عدم وجود الكثير من التفاصيل في مذكراتها حول أي عمل قامت به من أجل حركة الاقتراع في كنتاكي.